# Krummendeich

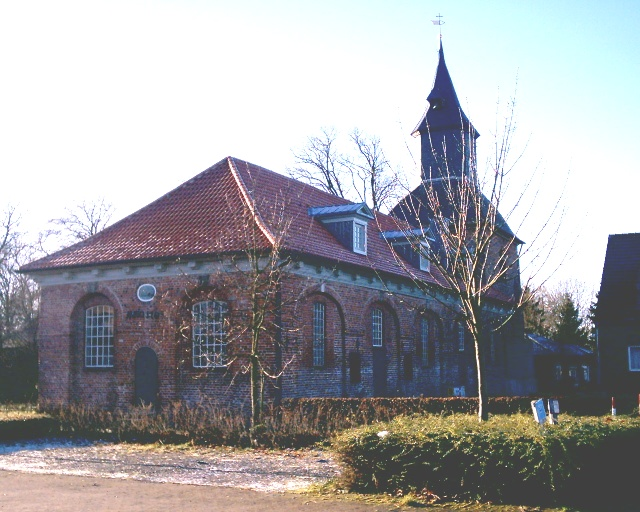
Kościół w Krummendeich

Krummendeich (dolnoniem. Krummendiek) – gmina w Niemczech, w kraju związkowym Dolna Saksonia, w powiecie Stade, wchodzi w skład gminy zbiorowej Nordkehdingen. 